# Shine (canción de Depeche Mode)
Shine es una canción del grupo inglés de música electrónica Depeche Mode compuesta por Martin Gore, publicada en el álbum Exciter de 2001.

## Descripción
Shine es una balada cargada más hacia el lado más sintético de Depeche Mode, pues en realidad el álbum Exciter no es particularmente electrónico, sino por el contrario, incorporó en la mayoría de sus temas acompañamiento acústico. Así, ésta sería una de las canciones más típicas del grupo en el disco, comenzando con una  base ambiental electrónica para pasar a una modulación intermedia y una letra con analogías sobre las emociones humanas como egoísmo, compromiso y compañía.
Aunque no es una de las más sofisticadas en cuanto musicalización, si resulta una de las más sintéticas, lo cual se acentúa particularmente en los coros que están hechos al borde de lo robótico, como DM no había intentado desde que quedaran de nuevo reducidos a trío, incluso al concluir la cuarta estrofa y toda la sexta estrofa la voz del cantante David Gahan es complementada con un discreto efecto electrónico para hacerla oír un tanto maquinal.
Lo más particular son los coros realizados con fuerza electrónica, sumamente sintetizados, aunque durante toda la canción se puede apreciar fácilmente el acompañamiento de batería, el cual aparentemente fue realizado también con efecto de sintetizador, pues el álbum no acredita batería acústica para el tema.
La letra, sencilla y sólo de amor, es presentada en cuatro estrofas, coro, dos estrofas y un último coro, y junto con los temas Freelove y I Am You son los más románticos del todo el álbum, además con Freelove es más bien una función larga. Aunque en Shine, a diferencia de aquellas, se maneja una cierta agresividad contenida, dado el tono imperativo de las estrofas, en ningún momento se acerca a un tipo de rock electrónico y por el contrario evidencia la pasión que crea el amor mientras la canción mantiene la suavidad inherente a todo el álbum.
Ello, porque su forma es más bien de una balada pasiva-agresiva con la suave musicalización prácticamente rayana en lo ambiental en las estrofas y el brusco cambio en los coros en donde su esencia electrónica alcanza un extremismo integral.
Su temática es de dejar atrás todo aquello que ata a los seres humanos a una vida común, clamando “Te has estado colgando de la soga de la mediocridad, atada en tus inseguridades, puedes iluminarme, alguien tiene que iluminarme, es tan difícil no iluminarme”, con lo cual tiene una cierta cualidad crítica a la mundana vida moderna.
Sobre su sonido robotizado en los coros, fue algo más propio de la época en que apareció el álbum, en que duetos de mezcladores de discos y sonidos como The Chemical Brothers, Basement Jaxx o Groove Armada pululaban bajo una genérica etiqueta de “música electrónica”, con un cierto oportunismo de Depeche Mode de capitalizar los nuevos sonidos de su corriente.
Shine no ha sido interpretada en el escenario por Depeche Mode.
- Datos: Q6127076